# Liste der Kulturdenkmale in Lebrade
In der Liste der Kulturdenkmale in Lebrade sind alle Kulturdenkmale der schleswig-holsteinischen Gemeinde Lebrade (Kreis Plön) und ihrer Ortsteile aufgelistet (Stand: 16. Juni 2025).

## Legende
In den Spalten befinden sich folgende Informationen:
- Objekt-ID: die Nummer des Kulturdenkmales
- Lage: die Adresse des Kulturdenkmales und die geographischen Koordinaten. Kartenansicht, um Koordinaten zu setzen. In der Kartenansicht sind Kulturdenkmale ohne Koordinaten mit einem roten Marker dargestellt und können in der Karte gesetzt werden. Kulturdenkmale ohne Bild sind mit einem blauen Marker gekennzeichnet, Kulturdenkmale mit Bild mit einem grünen Marker.
- Offizielle Bezeichnung: Bezeichnung des Kulturdenkmales
- Beschreibung: die Beschreibung des Kulturdenkmales
- Bild: ein Bild des Kulturdenkmales

## Sachgesamtheiten
| Objekt-ID      | Lage | Offizielle Bezeichnung | Beschreibung | Bild                             |
| -------------- | --- | ---------------------- | --- | -------------------------------- |
| 19278 Wikidata | Am Ehrenmal 1–3, Am Wald 1–5, 7–11, Gut Rixdorf, Lannweg 1, Vorstadt 1–7, 9–11, 15–17 (54° 12′ 27″ N, 10° 25′ 22″ O) | Gut Rixdorf            | Gut Rixdorf; im Wesentlichen 1730er Jahre, Erweiterungen 19./20. Jh.; eine der größten adligen Gutsanlagen Schleswig-Holsteins, Kernbereich mit Wirtschaftsgebäuden und Torhaus von Rudolph Matthias Dallin (um 1680-1743) aus den 1730er Jahren, Verwalterhaus Ende 19. Jh., Herrenhaus in den 1950er Jahren neu errichtet, nördlich anschließend die Vorstadt mit Wohnhäusern des 19. Jhs., im direkten Umfeld weitere zugehörige Gebäude wie Meierei und Schmiede aus unterschiedlichen Zeiten - Begründung: geschichtlich, künstlerisch, Kulturlandschaft prägend - Schutzumfang: Mehrfamilienkate mit zwei Nebengebäuden (Am Wald 1-5); Mehrfamilienkate (Am Wald 7-11), Doppelkate mit Nebengebäude (Am Ehrenmal 1-3), Doppelkate mit Nebengebäude (Lannweg 1); Verwalterhaus, Wirtschaftsgebäude am Verwalterhaus, Kuhhaus, Kleintierstall, Reitstall, Torhaus, Weizenscheune, Pferdestall, Schaftstall, Schmiede, Werkstattgebäude/Wagenstall, Wohnhaus/Tischlerei, ehem. Meierei mit Nebengebäude, Pflasterstraße vor dem Torhaus, Neues Herrenhaus, Nebengebäude am Neuen Herrenhaus (Gut Rixdorf); Wohnhäuser mit jeweils zwei Speichergebäuden (Vorstadt 1-7, 9-11); Wohnhaus mit Fachwerkspeicher (Vorstadt 15-17) | BW                               |
| 39841 Wikidata | Dörpstraat (54° 13′ 0″ N, 10° 25′ 22″ O)                                                                             | Kirche Lebrade         | Aktualisierung vorgesehen - Begründung: geschichtlich, künstlerisch, städtebaulich, Kulturlandschaft prägend - Schutzumfang: Kirche mit Ausstattung, Kirchhof, Grabmale bis 1870, Granitböschungsmauer, Granittreppe | weitere Fotos \| Fotos hochladen |

## Bauliche Anlagen
| Objekt-ID      | Lage                                            | Offizielle Bezeichnung              | Beschreibung | Bild            |
| -------------- | ----------------------------------------------- | ----------------------------------- | --- | --------------- |
| 3357 Wikidata  | Am Lebrader Teich (54° 13′ 4″ N, 10° 25′ 45″ O) | Weißes Haus am Teich                | Alteintragung (Aktualisierung vorgesehen) - Begründung: Alteintragung (Aktualisierung vorgesehen) - Schutzumfang: Alteintragung (Aktualisierung vorgesehen) - Denkmaltyp: Bauliche Anlage | BW              |
| 5406           | Bunsdörp 1 (54° 11′ 55″ N, 10° 27′ 0″ O)        | Alte Schule                         | Alte Schule; Mitte 19. Jh.; eingeschossiger Backsteinbau mit steilem, reetgedecktem Satteldach, nach Westen abgewalmt, nach Westen eingeschossiger Anbau, vier Hausbäume - Begründung: geschichtlich, städtebaulich, Kulturlandschaft prägend - Schutzumfang: Alte Schule, Hausbäume - Denkmaltyp: Bauliche Anlage | BW              |
| 39834          | Dörpstraat 1 a (54° 12′ 59″ N, 10° 25′ 19″ O)   | ehem. Schule                        | ehem. Schule; Anfang 20. Jh.; zweigeschossiger Backsteinbau im Heimatschutzstil mit verputztem Obergeschoss und Zierfachwerk, Walm- und Satteldächer, mit Nebengebäude - Begründung: geschichtlich, städtebaulich, Kulturlandschaft prägend - Schutzumfang: ehem. Schule, Nebengebäude - Denkmaltyp: Bauliche Anlage | BW              |
| 39838          | Dörpstraat 4 (54° 11′ 56″ N, 10° 26′ 59″ O)     | Wohn- und Wirtschaftsgebäude        | Wohn- und Wirtschaftsgebäude; Mitte 19. Jh.; eingeschossiger traufständiger Backsteinbau mit Frontspieß und reetgedecktem Walmdach, Wirtschaftstrakt mit Schopfwalm und traufseitiger Lukengaube - Begründung: geschichtlich, städtebaulich, Kulturlandschaft prägend - Schutzumfang: gesamtes Objekt - Denkmaltyp: Bauliche Anlage | BW              |
| 4093 Wikidata  | Dörpstraat (54° 13′ 0″ N, 10° 25′ 21″ O)        | Kirche mit Ausstattung              | Die heutige evangelische Kirche wurde von 1699 bis 1700 erbaut. Von dem ursprünglichen Bau aus dem 13. Jahrhundert ist nur das Apsisfundament erhalten. Die Innenausmalung ist im Stil des Rokoko erstellt worden. Die Erstausstattung war eine Ausmalung mit Akanthusranken. Der Altaraufsatz ist aus dem Jahre 1699, die Kanzel ist aus dem Jahr 1701. Alteintragung (Aktualisierung vorgesehen) - Begründung: geschichtlich, künstlerisch, städtebaulich - Schutzumfang: gesamtes Objekt - Denkmaltyp: Bauliche Anlage, Sachgesamtheit: Kirche Lebrade | BW              |
| 1492 Wikidata  | Gut Rixdorf (54° 12′ 27″ N, 10° 25′ 17″ O)      | Verwalterhaus                       | Das Gut ist seit 1221 als Adelssitz bekannt. Die Hofanlage wurde von 1726 bis 1737 von Rudolph Matthias Dallin erbaut. Alteintragung (Aktualisierung vorgesehen) - Begründung: geschichtlich, Kulturlandschaft prägend - Schutzumfang: Alteintragung (Aktualisierung vorgesehen) - Denkmaltyp: Bauliche Anlage, Sachgesamtheit: Gut Rixdorf | BW              |
| 1354 Wikidata  | Gut Rixdorf (54° 12′ 28″ N, 10° 25′ 18″ O)      | Wirtschaftsgebäude am Verwalterhaus | Alteintragung (Aktualisierung vorgesehen) - Begründung: geschichtlich, Kulturlandschaft prägend - Schutzumfang: Alteintragung (Aktualisierung vorgesehen) - Denkmaltyp: Bauliche Anlage, Sachgesamtheit: Gut Rixdorf | BW              |
| 1493 Wikidata  | Gut Rixdorf (54° 12′ 29″ N, 10° 25′ 20″ O)      | Kuhhaus                             | Alteintragung (Aktualisierung vorgesehen) - Begründung: geschichtlich, Kulturlandschaft prägend - Schutzumfang: Alteintragung (Aktualisierung vorgesehen) - Denkmaltyp: Bauliche Anlage, Sachgesamtheit: Gut Rixdorf | BW              |
| 1352 Wikidata  | Gut Rixdorf (54° 12′ 28″ N, 10° 25′ 20″ O)      | Kleintierstall                      | Alteintragung (Aktualisierung vorgesehen) - Begründung: geschichtlich, Kulturlandschaft prägend - Schutzumfang: Alteintragung (Aktualisierung vorgesehen) - Denkmaltyp: Bauliche Anlage, Sachgesamtheit: Gut Rixdorf | BW              |
| 1353 Wikidata  | Gut Rixdorf (54° 12′ 30″ N, 10° 25′ 22″ O)      | Reitstall                           | Alteintragung (Aktualisierung vorgesehen) - Begründung: geschichtlich, Kulturlandschaft prägend - Schutzumfang: Alteintragung (Aktualisierung vorgesehen) - Denkmaltyp: Bauliche Anlage, Sachgesamtheit: Gut Rixdorf | BW              |
| 1494 Wikidata  | Gut Rixdorf (54° 12′ 28″ N, 10° 25′ 25″ O)      | Torhaus                             | Alteintragung (Aktualisierung vorgesehen) - Begründung: geschichtlich, Kulturlandschaft prägend - Schutzumfang: Alteintragung (Aktualisierung vorgesehen) - Denkmaltyp: Bauliche Anlage, Sachgesamtheit: Gut Rixdorf | Fotos hochladen |
| 1073 Wikidata  | Gut Rixdorf (54° 12′ 26″ N, 10° 25′ 23″ O)      | Weizenscheune                       | Alteintragung (Aktualisierung vorgesehen) - Begründung: geschichtlich, Kulturlandschaft prägend - Schutzumfang: Alteintragung (Aktualisierung vorgesehen) - Denkmaltyp: Bauliche Anlage, Sachgesamtheit: Gut Rixdorf | BW              |
| 1077 Wikidata  | Gut Rixdorf (54° 12′ 26″ N, 10° 25′ 25″ O)      | Pferdestall                         | Alteintragung (Aktualisierung vorgesehen) - Begründung: geschichtlich, Kulturlandschaft prägend - Schutzumfang: Alteintragung (Aktualisierung vorgesehen) - Denkmaltyp: Bauliche Anlage, Sachgesamtheit: Gut Rixdorf | BW              |
| 1055 Wikidata  | Gut Rixdorf (54° 12′ 25″ N, 10° 25′ 27″ O)      | Schafstall                          | Alteintragung (Aktualisierung vorgesehen) - Begründung: geschichtlich, Kulturlandschaft prägend - Schutzumfang: Alteintragung (Aktualisierung vorgesehen) - Denkmaltyp: Bauliche Anlage, Sachgesamtheit: Gut Rixdorf | BW              |
| 5414 Wikidata  | Gut Rixdorf (54° 12′ 27″ N, 10° 25′ 34″ O)      | Ehemalige Meierei                   | ehem. Meierei; 1906; ein- bis zweigeschossiger Backsteinbau mit pfannengedeckten Satteldächern, Drempel und Frontspieße in Fachwerk mit verputzten Ausfachungen, im Erdgeschoss Fensterund Türrahmungen in Putz, mit Nebengebäude - Begründung: geschichtlich, Kulturlandschaft prägend - Schutzumfang: ehem. Meierei, Nebengebäude - Denkmaltyp: Bauliche Anlage, Sachgesamtheit: Gut Rixdorf | BW              |
| 22868 Wikidata | Gut Rixdorf (54° 12′ 28″ N, 10° 25′ 24″ O)      | Pflasterstraße vor dem Torhaus      | Alteintragung (Aktualisierung vorgesehen) - Begründung: geschichtlich, Kulturlandschaft prägend - Schutzumfang: Alteintragung (Aktualisierung vorgesehen) - Denkmaltyp: Bauliche Anlage, Sachgesamtheit: Gut Rixdorf | Fotos hochladen |
| 19277 Wikidata | Gut Rixdorf (54° 12′ 27″ N, 10° 25′ 17″ O)      | Neues Herrenhaus                    | sog. Neues Herrenhaus; 1953; Architekt Ernst Zinsser; schlichter eingeschossiger Gelbsteinbau mit reetgedecktem Walmdach und Holzklappläden, verwinkelter Grundriss mit zurückgesetztem Eingangsbereich nach Osten - Begründung: geschichtlich, Kulturlandschaft prägend - Schutzumfang: gesamtes Objekt - Denkmaltyp: Bauliche Anlage, Sachgesamtheit: Gut Rixdorf | BW              |
| 5411           | Kollsack 2 (54° 13′ 2″ N, 10° 25′ 19″ O)        | Kate                                | Kate; um 1800; eingeschossiger traufständiger Fachwerkbau mit reetgedecktem Walmdach, Straßenfassade nach Westen massiv erneuert mit Speicher - Begründung: geschichtlich, städtebaulich, Kulturlandschaft prägend - Schutzumfang: Kate, Speicher - Denkmaltyp: Bauliche Anlage | BW              |
| 1080 Wikidata  | Vorstadt 1 – 7 (54° 12′ 32″ N, 10° 25′ 22″ O)   | Wohnhaus                            | Alteintragung (Aktualisierung vorgesehen) - Begründung: geschichtlich, Kulturlandschaft prägend - Schutzumfang: Alteintragung (Aktualisierung vorgesehen) - Denkmaltyp: Bauliche Anlage, Sachgesamtheit: Gut Rixdorf | BW              |
| 1081 Wikidata  | Vorstadt 9 – 11 (54° 12′ 33″ N, 10° 25′ 21″ O)  | Wohnhaus                            | Alteintragung (Aktualisierung vorgesehen) - Begründung: geschichtlich, Kulturlandschaft prägend - Schutzumfang: Alteintragung (Aktualisierung vorgesehen) - Denkmaltyp: Bauliche Anlage, Sachgesamtheit: Gut Rixdorf | BW              |
| 1083 Wikidata  | Vorstadt 15 – 17 (54° 12′ 34″ N, 10° 25′ 20″ O) | Wohnhaus                            | Alteintragung (Aktualisierung vorgesehen) - Begründung: geschichtlich, Kulturlandschaft prägend - Schutzumfang: Alteintragung (Aktualisierung vorgesehen) - Denkmaltyp: Bauliche Anlage, Sachgesamtheit: Gut Rixdorf | BW              |

## Gründenkmale
| Objekt-ID      | Lage                                      | Offizielle Bezeichnung | Beschreibung | Bild |
| -------------- | ----------------------------------------- | ---------------------- | --- | ---- |
| 22890 Wikidata | Dörpstraat (54° 12′ 59″ N, 10° 25′ 22″ O) | Kirchhof               | Alteintragung (Aktualisierung vorgesehen) - Begründung: geschichtlich, Kulturlandschaft prägend - Schutzumfang: Kirchhof, Grabmale bis 1870, Granitböschungsmauer, Granittreppe - Denkmaltyp: Gründenkmal, Sachgesamtheit: Kirche Lebrade | BW   |

## Quelle
- Liste der Kulturdenkmale in Schleswig-Holstein – Kreis Plön (PDF)

- Karte mit allen Koordinaten:
- OSM |
- WikiMap